# نرسری (تگزاس)
نرسری (به انگلیسی: Nursery) یک منطقهٔ مسکونی در ایالات متحده آمریکا است که در شهرستان ویکتوریا، تگزاس واقع شده‌است. نرسری ۴۰ متر بالاتر از سطح دریا واقع شده‌است.